# Odkraft
Odkraft steht für „Lebenskraft der Seele“. Ihre Eigenschaft sei die elektro-magnetische Zusammensetzung aus Molekülen und Atomen, sie mache sich durch Vibration und Schallwellen bemerkbar, die als buntes Licht sichtbar werden könne. Der Begriff wird auch als Odem, Lebenskraft und Geisteskraft interpretiert. Die Odkraft wird heute weitläufig der Esoterik zugeordnet. Mitunter wird die Bezeichnung „Od“ auch dem nordischen Gott Odin zugewiesen, eher trifft aber die germanische Bezeichnung „od“, altnordisch „óð“ = „Geistwallung/Gemütserregung“ zu, sie meint klar die erkennbare Form menschlicher Lebensenergie.

## Geistige Väter

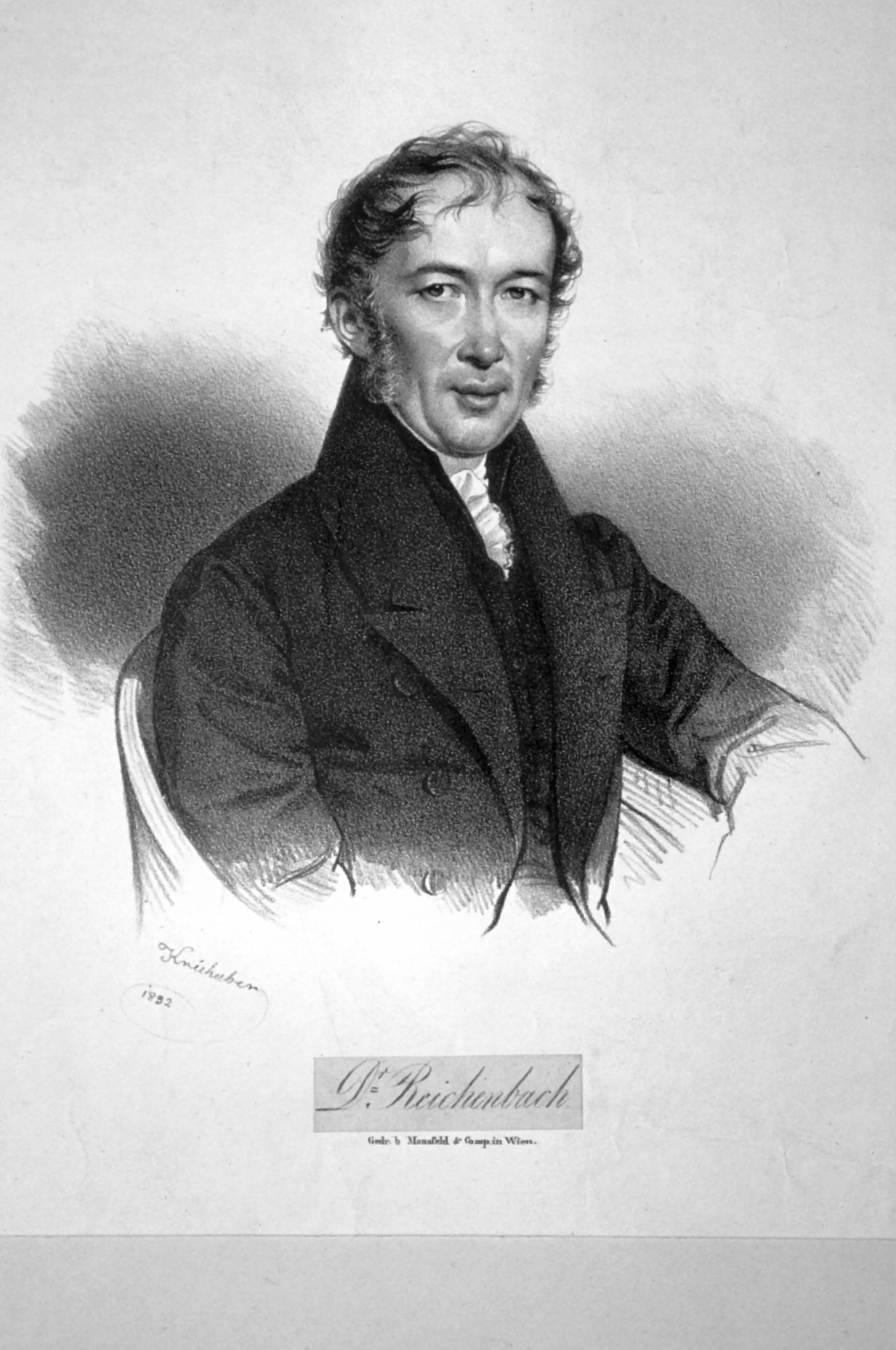
Karl von Reichenbach

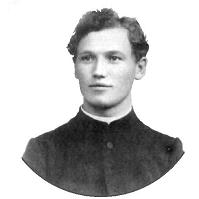
Johannes Greber

Für die Begriffsklärung Odkraft wird auch der Begriff Lebenskraft angeführt, dieser wiederum führt auf die Bibelstelle (Gen 2,7 ) zurück, dort heißt es: „Da formte Gott der Herr, den Menschen aus Erde vom Ackerboden und hauchte ihm Lebens(odem)atem in die Nase. So wurde der Mensch zu einem lebendigen Wesen“. Die geistigen Schöpfer des Ods gehen davon aus, dass der Ursprung und die Urquelle des Ods Gott ist, da von ihm eine unendliche Kraft ausgehe und durch sein Odem der Mensch zu einer lebendigen Seele geworden sei. Auf dieser Grundlage, auch wenn sie mal physikalisch oder geistig belegt wird, bewegen sich die führenden Od-Väter.
Der teilweise unbekannte Begriff „Od-Kraft“ wurde zuerst 1841 von Karl von Reichenbach (1788–1869) geprägt, nach ihm ist das Od eine dem Magnetismus ähnliche, alles durchdringende polare Kraft, die sich physikalisch nicht messen lasse, aber viele sinnlich wahrnehmbare Vorgänge veranlasse. „Was das ist, was seine Sensitiven da entdeckt haben, weiß Reichenbach nicht. Aber er gibt ihm einen Namen. Er nennt es "Od", nach einem alten germanischen Wort für die alles durchdringende Lebenskraft“.
Johannes Greber (1874–1944) gilt als Verfasser eines der bedeutendsten Werke des christlichen Spiritismus; zudem schrieb er eine spiritistisch geprägte Übersetzung des Neuen Testamentes und gründete eine eigene spiritistische Kirche. Greber führte aus: „Eure heutige Wissenschaft hat dem Kraftstrom im Menschen den Namen 'Odkaft' gegeben. Die Odkraft oder Lebenskraft befindet sich in und um alles, was Gott geschaffen hat. Jeder Mensch, jedes Tier, jede Pflanze, jeder Stein, jedes Mineral, jedes Wasser, jeder Weltkörper, jeder Geist und was es sonst noch gibt, hat Odkraft. Sie ist nichts Materielles, sondern etwas Geistiges und stets mit einem Geist verbunden. Sie ist die Lebenskraft des Geistes. Träger der Odkraft ist daher stets der Geist. Wo also Leben ist, ist Od, und wo Od ist, ist Geist. Da nun die Odkraft in und um alles ist, was Gott geschaffen hat, und stets mit dem Geist verbunden ist, so folgt daraus, dass in allem Geschaffenen ein Geist ist“.
Des Weiteren ist Walther Hinz (1906–1992), Iranologe, Linguist und Universitätsprofessor, zu nennen, der über Erfahrungen und Belehrungen aus der geistigen Welt referierte. Er trat seit 1960 als Experte des Geistchristentums hervor. Als Mitglied der Geistigen Loge Zürich verfasste er Publikationen, in denen er sich zu „Neuen Erkenntnissen über die Schöpfung Gottes“ und zum „Leben nach dem Tod“ äußerte sowie die Themen der Odkraft anriss. Aus seiner Sicht bilden Körper, Seele und Geist ein Ganzes und werden durch die Odkraft sensibilisiert.

## Arten der Odkraft
Greber beschreibt drei Arten von Odkräften, dieses sind: Die „Kraft des Geistes“, die für seine eigene Existenz als Geist erforderlich ist, die „Odkraft des Lebens“, die das Leben, den Aufbau und die Betätigung des irdischen menschlichen Körpers ermöglichen und das „Od der irdischen Körper“, die verdichtende, grobstoffliche Odkraft, die für den Körper bestimmt ist.

## Physikalisch-geistige Energie
Die Lebenskraft stellt eine „seel[isch]-geistige Energie mit elektro-magnetisch-ähnlichen Eigenschaften“ dar; das bedeutet, dass die Odkraft physikalisch vorhanden ist, den Körper durchdringt, ihn ernährt und schützt. „Ihre Gesamtstrahlung bildet um jeden Gegenstand eine sogenannte 'Aura', die Sensitive sehen, fühlen oder riechen können“. Die Aura wird als ein Strahlungsenergiefeld verstanden und „durchströmt bei der Odkraft den irdischen Körper in allen seinen Teilen…Sie besteht aus der Summe aller Lebenskraftausstrahlungen (Odstrahlen)“

## Gott gibt – Gott nimmt
Das Gesetz der Anziehung, welches sich auch in der Odkraft als aussendende und rückziehende Kraft darstellt, wirkt in der „Anziehung zu Gott hin. Das ist die Grundlage von allem. Das Gesetz der Anziehung gilt generell, für alles und alle. Es gilt für alles, das existiert. Jeder Gedanke, den wir denken, jedes Gefühl, das wir fühlen, zieht ähnliche oder gleichartige Gedanken und Gefühle an. Es reicht schon aus, dass wir etwas aufmerksam betrachten. Dies erzeugt Gedanken und jeder Gedanke ruft entsprechende Gefühle und Schwingungsmuster hervor“. „Gott ist der Mittelpunkt und die Antriebskraft des ganzen Alls. Er hat alles hinausgeschickt, zieht aber alles wieder an“. Wenn er „alles hinausschickt aber auch wieder alles anzieht“, kann die biblische Aussage „Der Herr hat es gegeben, der hat es genommen“ (Hiob 1,21 ) herangezogen werden. Hieraus kann ebenfalls der hypothetische Schluss gefolgert werden, dass Gott mit seinem Odem dem Menschen das Leben einhaucht (Aktivierung der Atmung nach der Geburt) und er zum Ende des Lebens den Odem zurücknimmt (Atemstillstand mit dem Tod).

## Der Dreiklang: Körper, Geist und Seele
Mit dem Jenseits befasst sich die Menschheit seit mehr als 2000 Jahren. Diese Welt besteht überwiegend aus kulturellen Überlieferungen, in sie mischen sich metaphysische, esoterische und spirituelle und Lehren. In der Philosophie des Geistes besteht das Kernthema im Leib-Seele-Problem, die Frage lautet, wie sich die mentalen Zustände zu den physischen Zuständen verhalten. Bereits Hippokrates von Kos (460 – 377 v. Chr.) betonte, dass der Mensch eine Einheit aus Seele und Körper bilde und der Mensch ein beseelter Leib sei. Aber Platon (427 – 347 v. Chr.) zerriss die Einheit von Körper und Seele, indem er der Seele eine eigene „Wesenseinheit“ zusprach. Er betrachtete Seele als ein Doppelwesen, dessen Einheit nur äußerlicher, trügerischer Schein sei. Hinz wiederum führt Seele, Geist und Körper zusammen, wenn er schreibt: „Die Odkräfte, die während seines Erdenlebens den Menschen durchströmen und ihn dadurch lebendig machen, gehen nicht verloren. Sie werden von Geist und Seele des Menschen an sich gezogen und schließen sich zu einer neuen Einheit …Die Seele hat alle diese Erlebnisse in sich bewahrt und bringt nun die Erinnerung daran in den Geist und seinen geistigen Leib ein, die zusammen ein Ganzes bilden“.

## Rezension
Schon die Verbindung von Odkraft und Esoterik erzeugt ein kritisches Aufhorchen, was ist denn nun genau Odkraft? Diese Antwort bleibt im Nebel der unterschiedlichsten Betrachtungsweisen – hierzu gehören Geistchristentum, Metaphysik, Philosophie, Anthropologie, Religion, Theologie, Okkultismus und sogar die Magie – undeutlich, sie bieten keine klaren und unmissverständlichen Antworten. In der Moderne entwickelten sich aus der Naturwissenschaft Para- bzw. Pseudowissenschaften, ihre Vertreter wurden teilweise nicht ernst genommen. „Zwei prominente Vertreter einer parawissenschaftlichen Lebensenergie-Lehre waren Karl Freiherr von Reichenbach (1788-1869), der von der Od-Kraft sprach, und Wilhelm Reich (1897-1957), der aus der Freud’schen Libido-Theorie seine Theorie von der Lebensenergie Orgon entwickelte“. Als der von Franz Anton Mesmer (1734–1815) benannte Mesmerismus nach rund 50 Jahren abebbte, nahm der deutsche Industrielle und Forscher Karl von Reichenbach das Thema wieder auf und verbreitete die von ihm nach dem nordischen Göttervater Odin benannte Lebenskraft Od. „Schnell war dann aber klar, dass Od, der Äther oder wie auch immer man die imaginäre Weltenergie nennen mag, die wir Menschen angeblich anzapfen, als Erklärung für Röntgenstrahlung und Radioaktivität genauso wenig taugte wie als Erklärung für Magnetismus oder Elektrizität…Dabei war Reichenbach durchaus deshalb erfolgreich, weil die Methode etwas bewirkte.“
In der Einschätzung zur esoterischen Idee der Lebensenergie (Odkraft) schreibt Claudia Knepper: 

„Der nicht selten technische Sprachgebrauch und der Einsatz technisch anmutender energiemedizinischer Geräte zeigen an, dass die Energie in der Esoterik heute „physikalistisch“ verstanden wird (Wolf). Die esoterische Idee der Lebensenergie steht damit in der Gefahr, seelische Vorgänge physikalisch verzerrt zu verstehen. Wichtig ist eine genaue Unterscheidung zwischen den Energiebegriffen der Physik und der Esoterik. Physikalische Sätze zur Energie lassen sich nicht auf geistige Phänomene übertragen. Mit einer christlichen Vorstellung von Gott als einem personalen Gegenüber zu Mensch und Schöpfung unvereinbar ist die Vorstellung einer unpersönlichen göttlichen Urkraft, die mit der Schöpfung identisch ist. Ebenso widerspricht die Vorstellung, dass der Mensch über spirituelle und magische Übungen seine Energie bis zur göttlichen Erleuchtung verfeinern kann, der christlichen Vorstellung vom Menschen und seiner Erlösungsbedürftigkeit.“